# Casa Alfred Santamaria
|  | Per a altres significats, vegeu «Casa Alfred Santamaria (Cardedeu)». |

La Casa Alfred Santamaria és un edifici modernista del municipi de la Garriga (Vallès Oriental) inclòs en l'Inventari del Patrimoni Arquitectònic de Catalunya.
És la primera obra de Planas Calvet a la Garriga. És un edifici civil, un habitatge unifamiliar aïllat. Consta de planta baixa, soterrani i golfa. Està assentada al damunt d'un sòcol de maçoneria. La comunicació vertical es fa mitjançant la torre, i aquesta acaba en un mirador. La coberta és a dos vessants. Les llindes són esglaonades i valorats amb botons ceràmics. El ràfec està sostingut per mènsules de fusta. L'estucat de les entremènsules és amb motius geomètrics florals que es repeteixen al llarg de tot el ràfec en forma de sanefa.